# 델라웨어주의 통계 지구

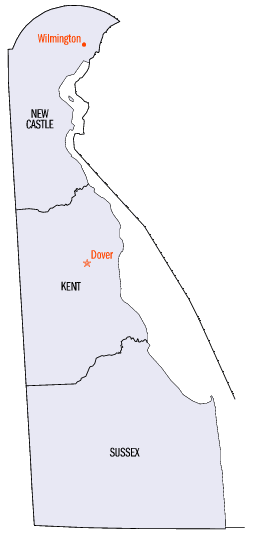
델라웨어 주의 군들

델라웨어의 주기

델라웨어의 통계 지구(Delaware Statistical Area)는 델라웨어 주에 있는 통계 지구이다.

## 범례
| 범례      | 의미                                     |
| --------- | ---------------------------------------- |
|           | 뉴저지에 속하는 지역                     |
|           | 펜실베이니아에 속하는 지역               |
|           | 메릴랜드에 속하는 지역                   |
|           | 2개의 주 이상에 걸친 지역(델라웨어 해당) |
| 초록 글씨 | 다른 주에 속하는 지역의 인구 수          |
| 파란 글씨 | 델라웨어와 다른 주에 걸친 지역의 인구 수 |

## 배치도
| 복합 통계 지구            | 인구              | 핵심 기반 통계 지구         | 인구              | 군         | 인구      |
| ------------------------- | ----------------- | --------------------------- | ----------------- | ---------- | --------- |
| 필라델피아-레딩-캠던 지구 | 7,209,620 740,121 | 필라델피아-캠던-윌밍턴 지구 | 6,102,434 559,335 | 필라델피아 | 1,584,064 |
| 필라델피아-레딩-캠던 지구 | 7,209,620 740,121 | 필라델피아-캠던-윌밍턴 지구 | 6,102,434 559,335 | 몽고메리   | 830,915   |
| 필라델피아-레딩-캠던 지구 | 7,209,620 740,121 | 필라델피아-캠던-윌밍턴 지구 | 6,102,434 559,335 | 벅스       | 628,270   |
| 필라델피아-레딩-캠던 지구 | 7,209,620 740,121 | 필라델피아-캠던-윌밍턴 지구 | 6,102,434 559,335 | 델라웨어   | 566,747   |
| 필라델피아-레딩-캠던 지구 | 7,209,620 740,121 | 필라델피아-캠던-윌밍턴 지구 | 6,102,434 559,335 | 뉴캐슬     | 558,753   |
| 필라델피아-레딩-캠던 지구 | 7,209,620 740,121 | 필라델피아-캠던-윌밍턴 지구 | 6,102,434 559,335 | 체스터     | 524,989   |
| 필라델피아-레딩-캠던 지구 | 7,209,620 740,121 | 필라델피아-캠던-윌밍턴 지구 | 6,102,434 559,335 | 캠던       | 506,471   |
| 필라델피아-레딩-캠던 지구 | 7,209,620 740,121 | 필라델피아-캠던-윌밍턴 지구 | 6,102,434 559,335 | 벌링턴     | 445,349   |
| 필라델피아-레딩-캠던 지구 | 7,209,620 740,121 | 필라델피아-캠던-윌밍턴 지구 | 6,102,434 559,335 | 글로스터   | 291,636   |
| 필라델피아-레딩-캠던 지구 | 7,209,620 740,121 | 필라델피아-캠던-윌밍턴 지구 | 6,102,434 559,335 | 세실       | 102,855   |
| 필라델피아-레딩-캠던 지구 | 7,209,620 740,121 | 필라델피아-캠던-윌밍턴 지구 | 6,102,434 559,335 | 살렘       | 62,385    |
| 필라델피아-레딩-캠던 지구 | 7,209,620 740,121 | 레딩 지구                   | 421,164           | 버크스     | 421,164   |
| 필라델피아-레딩-캠던 지구 | 7,209,620 740,121 | 애틀랜틱시티-해먼턴 지구    | 263,670           | 애틀랜틱   | 263,670   |
| 필라델피아-레딩-캠던 지구 | 7,209,620 740,121 | 도버 지구                   | 180,786           | 켄트       | 180,786   |
| 필라델피아-레딩-캠던 지구 | 7,209,620 740,121 | 바인랜드-밀빌-브리지튼 지구 | 149,527           | 컴벌랜드   | 149,527   |
| 필라델피아-레딩-캠던 지구 | 7,209,620 740,121 | 오션시티 지구               | 92,039            | 케이프메이 | 92,039    |
| 솔즈버리-케임브리지 지구  | 447,655 234,225   | 솔즈버리 지구               | 415,726 234,225   | 서식스     | 234,225   |
| 솔즈버리-케임브리지 지구  | 447,655 234,225   | 솔즈버리 지구               | 415,726 234,225   | 위코미코   | 103,609   |
| 솔즈버리-케임브리지 지구  | 447,655 234,225   | 솔즈버리 지구               | 415,726 234,225   | 우스터     | 52,276    |
| 솔즈버리-케임브리지 지구  | 447,655 234,225   | 솔즈버리 지구               | 415,726 234,225   | 서머싯     | 25,616    |
| 솔즈버리-케임브리지 지구  | 447,655 234,225   | 케임브리지 지구             | 31,929            | 도체스터   | 31,929    |
| 델라웨어                  | 델라웨어          | 델라웨어                    | 델라웨어          | 델라웨어   | 973,164   |

## 참고
- 인구 수는 2019년 기준이며 단위는 '명'이다.
- 켄트군은 델라웨어주 행정 기관들이 있는 도버가 있기 때문에 굵은 글씨로 표기했다.

## 같이 보기
- 대도시 통계 지구